# Anja Ramić
Anja Ramić (* 22. April 2003) ist eine kroatische Leichtathletin, die im Sprint und Hürdenlauf an den Start geht.

## Sportliche Laufbahn
Erste internationale Erfahrungen sammelte Anja Ramić im Jahr 2022, als sie bei den U20-Balkan-Meisterschaften in Denizli in 1:01,96 min die Bronzemedaille im 400-Meter-Hürdenlauf gewann und mit der kroatischen 4-mal-400-Meter-Staffel in 3:42,58 min die Goldmedaille gewann. Anschließend schied sie bei den U20-Weltmeisterschaften in Cali mit 1:02,28 min in der ersten Runde über 400 m Hürden aus. 2024 gewann sie bei den U23-Mittelmeer-Meisterschaften in Ismailia in 59,60 s die Silbermedaille im Hürdenlauf hinter der Französin Loan Ville und kurz darauf gelangte sie bei den Balkan-Meisterschaften in Izmir mit 59,45 s auf den fünften Platz im B-Lauf. Zudem gewann sie dort mit der Staffel in 3:36,67 min die Silbermedaille hinter dem ukrainischen Team.
2022 wurde Ramić kroatische Hallenmeisterin in der 4-mal-400-Meter-Staffel.

## Persönliche Bestleistungen
- 400 m Hürden: 58,64 s, 11. Mai 2024 in Kranj